# 砂糖菓子が壊れるとき (映画)
『砂糖菓子が壊れるとき』（さとうがしがこわれるとき）は、1967年6月10日に大映が配給した、今井正監督、若尾文子主演の映画。今井正の約二年半振りの監督作品で、曽野綾子の同名小説の映画化。

## あらすじ
売れない新人女優の京子は、親の入院費の都合をつけるためにヌード撮影に応じる。その後出演作を得て人気スターとなるが、余命僅かな映画界の大物、大学教授、新聞記者、プロ野球選手、作家らに求められ、その愛憎の遍歴のなかで京子は心身ともに不安定になってゆく。

## 配役
- 千坂京子：若尾文子
- 酒井春江：原知佐子
- 奥村豊：津川雅彦
- 五来克己：田村高廣
- 土岐：藤巻潤
- 吾妻：根上淳
- 五来夫人：山岡久乃
- 吾妻夫人：田中三津子
- 石黒監督：成瀬昌彦
- 小川プロデューサー：花布辰男
- ホテルのボーイ：篠田三郎
- 工藤：志村喬
- 天木教授：船越英二

## スタッフ
- 監督：今井正
- 製作：永田雅一
- 企画：藤井浩明、本田延三郎
- 撮影：中川芳久
- 美術：下河原友雄
- 音楽：渡辺岳夫
- 編集：鈴木東陽
- 脚色：橋田寿賀子

## 併映作品
- 『ひき裂かれた盛装』 : 田中徳三監督